# Erin Routliffe
Erin Routliffe (Auckland, Új-Zéland, 1995. április 11. –) kanadai–új-zélandi hivatásos teniszezőnő, párosban világelső, Grand Slam-győztes, világbajnok, olimpikon.
2017-ben kezdte profi pályafutását, elsősorban párosban versenyez. Egyéniben 1 ITF-tornán végzett az első helyen. Párosban 11 WTA-torna győztese, emellett 16 ITF-tornán végzett az első helyen. Legjobb egyéni világranglista-helyezése az 582. hely volt 2023. június 12-én, párosban az 1. helyre 2024. július 15-én került, és 8 héten keresztül tartotta helyét. 
Mind a négy junior grand slam-tornán részt vett. 2012-ben Wimbledonban és a 2012-es US Openen is negyeddöntős volt párosban. U16-os egyéni és páros bajnoki címet nyert az Orange Bowlban. Kanadát képviselte a Junior Fed-kupa csapatban, ahol a második helyen végeztek. A junior ITF-ranglistán a 17. helyezés volt a legjobbja.
A felnőttek között a Grand Slam tornákon legjobb eredményeként párosban a kanadai Gabriela Dabrowskival megnyerték a 2023-as US Opent, akivel 2024-ben az év végi világbajnokságon az első helyen végzett.
2017 óta tagja Új-Zéland Billie Jean King-kupa-válogatottjának.

## Kezdetek
Szülei kanadaiak, akik négy évet töltöttek Új-Zélandon, amikor megszületett, ezt követően visszatértek Kanadába. Két nővére van, Tara és Tess – utóbbi többszörös paralimpiai érmes úszó.
Juniorként első bajnoki címét 2010-ben, 15 évesen szerezte párosban az ITF U18-as ranglistaversenyén. 2012-ben párosban az első helyen végzett a pán-amerikai bajnokságon.
2013–2017 között a University of Alabama hallgatója volt, ahol a teniszcsapat tagjaként 2014-ben és 2015-ben párosban megnyerte az amerikai főiskolás bajnokságot.
2017-ben döntött úgy, hogy profiként Új-Zéland színeiben kezd sportolni.

## Grand Slam-döntői

### Páros

#### Győzelmei (1)
| Év   | Bajnokság | Borítás | Partner            | Ellenfél                        | Eredmény    |
| ---- | --------- | ------- | ------------------ | ------------------------------- | ----------- |
| 2023 | US Open   | Kemény  | Gabriela Dabrowski | Laura Siegemund Vera Zvonarjova | 7–6(9), 6–3 |

#### Elveszített döntői (1)
| Év   | Bajnokság | Borítás | Partner            | Ellenfél                           | Eredmény       |
| ---- | --------- | ------- | ------------------ | ---------------------------------- | -------------- |
| 2024 | Wimbledon | Fű      | Gabriela Dabrowski | Taylor Townsend Kateřina Siniaková | 6–7(5), 6–7(1) |

## WTA döntői

### Páros

#### Győzelmei (11)
| Összesítés            |                              |
| Grand Slam-torna (1)  |                              |
| Premier Mandatory (0) | WTA 1000 (kötelező)* (2)     |
| Premier Five (0)      | WTA 1000 (nem kötelező)* (0) |
| Premier (0)           | WTA 500* (3)                 |
| International (0)     | WTA 250* (4)                 |
| WTA Finals (1)        |                              |

*2021-től megváltozott a tornák kategóriáinak elnevezése.
|     | Dátum               | Torna                                                  | Borítás    | Partner              | Ellenfelek a döntőben                | Eredmény a döntőben | Eredmény a döntőben |
| 1.  | 2021. július        | Palermo Ladies Open, Palermo, Olaszország              | Salak      | Kimberley Zimmermann | Natyela Dzalamidze Kamilla Rahimova  | 7–6(5), 4–6, [10–4] |                     |
| 2.  | 2022. augusztus     | Washington Open, Washington, Amerikai Egyesült Államok | Kemény     | Jessica Pegula       | Anna Kalinszkaja Catherine McNally   | 6–3, 5–7, [12–10]   |                     |
| 3.  | 2023. március       | ATX Open, Austin, Amerikai Egyesült Államok            | Kemény     | Aldila Sutjiadi      | Nicole Melichar Ellen Perez          | 6–4, 3–6, [10–8]    |                     |
| 4.  | 2023. szeptember    | US Open, New York, Amerikai Egyesült Államok           | Kemény     | Gabriela Dabrowski   | Laura Siegemund Vera Zvonarjova      | 7–6(9), 6–3         |                     |
| 5.  | 2023. október       | Zhengzhou Open, Csengcsou, Kína                        | Kemény     | Gabriela Dabrowski   | Aojama Súko Sibahara Ena             | 6–2, 6–4            |                     |
| 6.  | 2024. június        | Nottingham Open, Nottingham, Egyesült Királyság        | Fű         | Gabriela Dabrowski   | Harriet Dart Diane Parry             | 5–7, 6–3, [11–9]    |                     |
| 7.  | 2024. augusztus     | Cincinnati Open, Cincinnati, Amerikai Egyesült Államok | Kemény     | Asia Muhammad        | Leylah Fernandez Julija Putyinceva   | 3–6, 6–1, [10–4]    |                     |
| 8.  | 2024. november      | WTA Finals, Rijád, Szaúd-Arábia                        | Kemény (f) | Gabriela Dabrowski   | Kateřina Siniaková Taylor Townsend   | 7–5, 6–3            |                     |
| 9.  | 2025. március       | Charleston Open, Charleston, Amerikai Egyesült Államok | Salak      | Jeļena Ostapenko     | Caroline Dolehide Desirae Krawczyk   | 6–4, 6–2            |                     |
| 10. | 2025. április       | Stuttgart Open, Stuttgart, Németország                 | Salak (f)  | Gabriela Dabrowski   | Jekatyerina Alekszandrova Csang Suaj | 6–3, 6–3            |                     |
| 11. | 2025. augusztus 17. | Cincinnati Open, Mason, Ohio, Egyesült Államok         | Kemény     | Gabriela Dabrowski   | Kuo Han-jü Alekszandra Panova        | 6–4, 6–3            |                     |

#### Elveszített döntői (12)
|     | Dátum            | Torna                                                    | Borítás    | Partner              | Ellenfelek a döntőben               | Eredmény a döntőben | Eredmény a döntőben |
| 1.  | 2018. augusztus  | Citi Open, Washington, Amerikai Egyesült Államok         | Kemény     | Alexa Guarachi       | Han Hszin-jü Darija Jurak           | 3–6, 2–6            |                     |
| 2.  | 2021. szeptember | Luxembourg Open, Luxemburg                               | Kemény (f) | Kimberley Zimmermann | Greet Minnen Alison Van Uytvanck    | 3–6, 3–6            |                     |
| 3.  | 2021. szeptember | Ostrava Open, Ostrava, Csehország                        | Kemény (f) | Kaitlyn Christian    | Szánija Mirza Csang Suaj            | 3–6, 2–6            |                     |
| 4.  | 2022. február    | St. Petersburg Trophy, Szentpétervár, Oroszország        | Kemény (f) | Alicja Rosolska      | Anna Kalinszkaja Catherine McNally  | 3–6, 7–6(5), [4–10] |                     |
| 5.  | 2022. június     | Bad Homburg Open, Bad Homburg vor der Höhe, Németország  | Fű         | Alicja Rosolska      | Hozumi Eri Ninomija Makoto          | 4–6, 7–6(5), [5–10] |                     |
| 6.  | 2022. október    | Ostrava Open, Ostrava, Csehország                        | Kemény (f) | Alicja Rosolska      | Catherine McNally Alicia Parks      | 3–6, 2–6            |                     |
| 7.  | 2023. szeptember | Guadalajara Open, Guadalajara, Mexikó                    | Kemény     | Gabriela Dabrowski   | Storm Hunter Elise Mertens          | 6–3, 2–6, [4–10]    |                     |
| 8.  | 2024. március    | Miami Open, Miami, Amerikai Egyesült Államok             | Kemény     | Gabriela Dabrowski   | Sofia Kenin Bethanie Mattek-Sands   | 6–4, 6–7(5), [9–11] |                     |
| 9.  | 2024. május      | Italian Open, Róma, Olaszország                          | Kemény     | Cori Gauff           | Sara Errani Jasmine Paolini         | 3–5, 6–4, [8–10]    |                     |
| 10. | 2024. június     | Eastbourne International, Eastbourne, Egyesült Királyság | Fű         | Gabriela Dabrowski   | Ljudmila Kicsenok Jeļena Ostapenko  | 7–5, 6–7(2), [8–10] |                     |
| 11. | 2024. július     | Wimbledon, London, Egyesült Királyság                    | Fű         | Gabriela Dabrowski   | Kateřina Siniaková Taylor Townsend  | 6–7(5), 6–7(1)      |                     |
| 12. | 2024. augusztus  | Canadian Open, Montréal, Kanada                          | Kemény     | Gabriela Dabrowski   | Catherine Dolehide Desirae Krawczyk | 6–7(2), 6–3, [7–10] |                     |

## WTA 125K-döntői

### Páros: 4 (0–2)
| Eredmény | No. | Dátum        | Torna                                                 | Borítás | Partner         | Ellenfél a döntőben          | Eredmény         |
| -------- | --- | ------------ | ----------------------------------------------------- | ------- | --------------- | ---------------------------- | ---------------- |
| Döntős   | 1.  | 2021. július | Charleston Pro, Charleston, Amerikai Egyesült Államok | Salak   | Aldila Sutjiadi | Liang En-shuo Rebecca Marino | 7–5, 5–7, [7–10] |
| Döntős   | 2.  | 2023. május  | Catalonia Open, Vic, Spanyolország                    | Salak   | Alexa Guarachi  | Storm Hunter Ellen Perez     | 1–6, 6–7(8)      |

## ITF döntői

### Egyéni: 2 (1–1)
| Díjazásonként       |
| ------------------- |
| $100,000 torna      |
| $75/80,000 torna    |
| $50/60,000 torna    |
| $25,000 torna (0–1) |
| $15,000 torna (1–0) |

| Borításonként |
| ------------- |
| Kemény (1–1)  |
| Salak (0–0)   |

| Eredmény | GY–V | Dátum         | Torna                           | Borítás | Ellenfél             | Score    |
| -------- | ---- | ------------- | ------------------------------- | ------- | -------------------- | -------- |
| Döntős   | 0–1  | 2016. július  | Győztesnipeg Challenger, Kanada | Kemény  | Francesca Di Lorenzo | 4–6, 1–6 |
| Győztes  | 1–1  | 2018. február | ITF Sharm El Sheikh, Egyiptom   | Kemény  | Nadja Gilchrist      | 6–3, 7–5 |

### Páros: 29 (16–13)
| Díjazásonként          |
| ---------------------- |
| $100,000 torna (2–1)   |
| $75/80,000 torna (2–0) |
| $50/60,000 torna (2–3) |
| $25,000 torna (6–7)    |
| $10/15,000 torna (4–2) |

| Borításonként  |
| -------------- |
| Kemény (10–10) |
| Salak (6–2)    |
| Fű (0–1)       |

| Eredmény | GY–V  | Dátum            | Torna                                                  | Tier       | Borítás              | Partner                                   | Ellenfél            | Eredmény |
| -------- | ----- | ---------------- | ------------------------------------------------------ | ---------- | -------------------- | ----------------------------------------- | ------------------- | -------- |
| Döntős   | 0–1   | 2013. február    | Launceston International, Ausztrália                   | Kemény     | Allie Kiick          | Kszenyija Likina Emily Webley-Smith       | 5–7, 3–6            |          |
| Döntős   | 0–2   | 2013. május      | ITF Pula, Olaszország                                  | Salak      | Carol Zhao           | Martina Caregaro Anna Floris              | 2–6, 7–5, [7–10]    |          |
| Döntős   | 0–3   | 2014. július     | Challenger de Granby, Kanada                           | Kemény     | Carol Zhao           | Hiroko Kuwata Riko Sawayanagi             | w/o                 |          |
| Döntős   | 0–4   | 2015. július     | Challenger de Granby, Kanada                           | Kemény     | Laura Robson         | Jessica Moore Storm Sanders               | 5–7, 2–6            |          |
| Győztes  | 1–4   | 2016. október    | ITF Charleston, Amerikai Egyesült Államok              | Salak      | Andie Daniell        | Quinn Gleason Whitney Kay                 | 6–4, 6–2            |          |
| Döntős   | 1–5   | 2017. október    | Challenger de Saguenay, Kanada                         | Kemény (f) | Francesca Di Lorenzo | Bianca Andreescu Carol Zhao               | játék nélkül        |          |
| Győztes  | 2–5   | 2017. november   | Toronto Challenger, Kanada                             | Kemény (f) | Alexa Guarachi       | Ysaline Bonaventure Victoria Rodríguez    | 7–6(4), 3–6, [10–4] |          |
| Döntős   | 2–6   | 2017. december   | ITF Solapur, India                                     | Kemény     | Maya Jansen          | Hsu Ching-wen Pranjala Yadlapalli         | 5–7, 6–1, [6–10]    |          |
| Győztes  | 3–6   | 2018. január     | ITF Sharm El Sheikh, Egyiptom                          | Kemény     | Jade Lewis           | Anasztaszija Potapova Jekatyerina Jasina  | 0–6, 7–5, [10–6]    |          |
| Győztes  | 4–6   | 2018. január     | ITF Sharm El Sheikh, Egyiptom                          | Kemény     | Jade Lewis           | Berfu Cengiz Jasmina Tinjic               | 6–1, 5–7, [12–10]   |          |
| Győztes  | 5–6   | 2018. március    | ITF Irapuato, Mexikó                                   | Kemény     | Alexa Guarachi       | Desirae Krawczyk Giuliana Olmos           | 4–6, 6–2, [10–6]    |          |
| Győztes  | 6–6   | 2018. április    | ITF Pelham, Amerikai Egyesült Államok                  | Salak      | Alexa Guarachi       | Maria Mateas María Portillo Ramírez       | 6–1, 6–2            |          |
| Győztes  | 7–6   | 2018. áéprilis   | Dothan Pro Classic, Amerikai Egyesült Államok          | Salak      | Alexa Guarachi       | Sofia Kenin Jamie Loeb                    | 6–4, 2–6, [11–9]    |          |
| Győztes  | 8–6   | 2018. május      | ITF Charleston Pro, Amerikai Egyesült Államok          | Salak      | Alexa Guarachi       | Louisa Chirico Allie Kiick                | 6–1, 3–6, [10–5]    |          |
| Győztes  | 9–6   | 2018. június     | ITF Hua Hin, Thaiföld                                  | Kemény     | Victoria Rodríguez   | Nicha Lertpitaksinchai Peangtarn Plipuech | 7–5, 3–6, [10–6]    |          |
| Győztes  | 10–6  | 2018. június     | ITF Hua Hin, Thaiföld                                  | Kemény     | Victoria Rodríguez   | Mana Ayukawa Nina Stadler                 | 6–4, 6–4            |          |
| Döntős   | 10–7  | 2018. szeptember | ITF Cairns, Ausztrália                                 | Kemény     | Astra Sharma         | Naiktha Bains Hszü Si-lin                 | 1–6, 6–7(7)         |          |
| Győztes  | 11–7  | 2018. október    | ITF Toowoomba, Ausztrália                              | Kemény     | Freya Christie       | Samantha Harris Astra Sharma              | 7–5, 6–4            |          |
| Győztes  | 12–7  | 2019. május      | Bonita Springs Championship, Amerikai Egyesült Államok | Salak      | Alexa Guarachi       | Usue Maitane Arconada Caroline Dolehide   | 6–3, 7–6(5)         |          |
| Döntős   | 12–8  | 2019. augusztus  | Vancouver Open, Kanada                                 | Kemény     | Naomi Broady         | Hibino Nao Kato Miju                      | 2–6, 2–6            |          |
| Győztes  | 13–8  | 2020. február    | ITF HamiltonÚj-Zéland                                  | Kemény     | Emily Fanning        | Sabastiani León Maggie Ng                 | 6–3, 6–1            |          |
| Döntős   | 13–9  | 2020. február    | ITF Perth, Ausztrália                                  | Kemény     | Jaimee Fourlis       | Kanako Morisaki Erika Sema                | 5–7, 4–6            |          |
| Döntős   | 13–10 | 2020. március    | ITF Mildura, Ausztrália                                | Fű         | Arina Rodionova      | Tereza Mihalíková Abbie Myers             | 3–6, 2–6            |          |
| Döntős   | 13–11 | 2020. október    | ITF Porto, Portugália                                  | Kemény     | Jana Fett            | Jamie Loeb Ana Sofía Sánchez              | 6–2, 3–6, [8–10]    |          |
| Döntős   | 13–12 | 2020. november   | ITF Orlando, Amerikai Egyesült Államok                 | Kemény     | Jamie Loeb           | Rasheeda McAdoo Alycia Parks              | 6–4, 1–6, [9–11]    |          |
| Döntős   | 13–13 | 2021. május      | Charlottesville Open, Amerikai Egyesült Államok        | Salak      | Aldila Sutjiadi      | Anna Danilina Arina Rodionova             | 1–6, 3–6            |          |
| Győztes  | 14–13 | 2021. május      | Bonita Springs Championship, Amerikai Egyesült Államok | Salak      | Aldila Sutjiadi      | Hozumi Eri Kato Miju                      | 6–3, 4–6, [10–6]    |          |
| Győztes  | 15–13 | 2022. december   | ITF Tauranga, Új-Zéland                                | Kemény     | Paige Hourigan       | Ashmitha Easwaramurthi Yuka Hosoki        | 6–1, 6–0            |          |
| Győztes  | 16–13 | 2024. február    | Burnie International, Ausztrália                       | Kemény     | Paige Hourigan       | Kyoka Okamura Ayano Shimizu               | 7–6(5), 6–4         |          |

## Eredményei Grand Slam-tornákon

### Páros
| Grand Slam | Australian Open             | Australian Open                    | Roland Garros             | Roland Garros               | Wimbledon                      | Wimbledon                             | US Open                        | US Open                           |
| Év         | Eredmény Partner            | Utolsó ellenfél                    | Eredmény Partner          | Utolsó ellenfél             | Eredmény Partner               | Utolsó ellenfél                       | Eredmény Partner               | Utolsó ellenfél                   |
| 2015       | −                           | −                                  | −                         | −                           | −                              | −                                     | 1. kör Maya Jansen             | R Kops-Jones Abigail Spears       |
| 2016       | −                           | −                                  | −                         | −                           | −                              | −                                     | −                              | −                                 |
| 2017       | −                           | −                                  | −                         | −                           | −                              | −                                     | −                              | −                                 |
| 2018       | −                           | −                                  | −                         | −                           | 1. kör Alexa Guarachi          | Barbora Krejčíková Kateřina Siniaková | −                              | −                                 |
| 2019       | −                           | −                                  | −                         | −                           | 1. kör Madison Brengle         | Han Hszin-jün Okszana Kalasnikova     | −                              | −                                 |
| 2020       | −                           | −                                  | −                         | −                           | elmaradt                       | elmaradt                              | −                              | −                                 |
| 2021       | –                           | –                                  | –                         | –                           | –                              | –                                     | 3. kör Leylah Fernandez        | Monica Niculescu E-G Ruse         |
| 2022       | 1. kör Leylah Fernandez     | Lizette Cabrera Priscilla Hon      | 3. kör Alicja Rosolska    | Bondár Anna Greet Minnen    | Negyeddöntő Alicja Rosolska    | Danielle Collins Desirae Krawczyk     | 2. kör Alicja Rosolska         | Catherine McNally Taylor Townsend |
| 2023       | 1. kör Alicja Rosolska      | Bondár Anna Greet Minnen           | 1. kör Alexa Guarachi     | Gálfi Dalma Katarzyna Piter | 1. kör Alexa Guarachi          | I-C Begu Anhelina Kalinyina           | Győztes Gabriela Dabrowski     | Laura Siegemund Vera Zvonarjova   |
| 2024       | Elődöntő Gabriela Dabrowski | Ljudmila Kicsenok Jeļena Ostapenko | 3. kör Leylah Fernandez   | Marta Kosztyuk E-G Ruse     | Döntő Gabriela Dabrowski       | Kateřina Siniaková Taylor Townsend    | Negyeddöntő Gabriela Dabrowski | Csan Hao-csing V Kugyermetova     |
| 2025       | Elődöntő Gabriela Dabrowski | Hszie Su-vej Jeļena Ostapenko      | 1. kör Viktorija Azaranka | Sara Errani Jasmine Paolini | Negyeddöntő Gabriela Dabrowski | V Kugyermetova Elise Mertens          |                                |                                   |

## Év végi világranglista-helyezései
| Év     | 2011 | 2012 | 2013  | 2014 | 2015 | 2016 | 2017 | 2018 | 2019 | 2020 | 2021 | 2022  | 2023 | 2024 |
| Egyéni | 828. | 643. | 1102. | –    | –    | 631. | 795. | 729. | 856. | 794. | 942. | 1044. | 672. | –    |
| Páros  | 720. | 694. | 440.  | 677. | 536. | 558. | 339. | 106. | 150. | 154. | 54.  | 32.   | 11.  | 2.   |